# 신고은 (희극인)
신고은(1984년 9월 4일 ~ )은 대한민국 희극 배우이다.

## 이력
강원도 강릉 출신이고 2001년 연극배우 첫 데뷔한 그녀는 이후 2005년 KBS 한국방송공사 공채 20기 개그맨으로 정식 데뷔하였다.
대표작으로는 《개그콘서트》 등이 있다. 현재는 방송출연한모습을 볼수 없다.

## 학력
- 혜화여자고등학교 (졸업)
- 동덕여자대학교 방송연예학과 (졸업)
- 한국예술종합학교 무용원 창작과 예술사 (졸업)

## 경력
- 2005년 : KBS 공채 20기 개그맨

## 방송
- KBS2 《개그콘서트》
- 〈슈퍼스타 KBS〉
- 〈말빨의 청춘〉
- 〈문화살롱〉
- 〈봉숭아학당〉
- 〈리얼스토리 뭐?〉
- 〈악성 바이러스〉
- 〈왜사니〉
- 〈지구를 지켜라〉
- 〈춤추는 마네킹〉
- 〈히어로〉
- 〈왕해〉
- 〈후궁뎐;꽃들의 전쟁〉
- 〈이 부부가 사는 법〉
- KBS2 《폭소클럽 2》
- tvN 《코미디빅리그》
- MBN 《왔어 왔어 제대로 왔어》
- SBS 파워FM 《두시탈출 컬투쇼》
- https://www.youtube.com/channel/UCJKBAivmCoadk_eXfWndMFA